# Hlemmur (ścieżka dźwiękowa)
Hlemmur – ścieżka dźwiękowa autorstwa islandzkiego zespołu Sigur Rós wydana w 2007 roku. Zawarte na niej utwory stanowiły tło muzyczne dokumentalnego filmu z 2002 roku pod tym samym tytułem.
Album trafił do sprzedaży po raz pierwszy na wiosnę 2003 roku podczas tournée zespołu po Europie i Ameryce. W 2007 roku został wydany w limitowanym digipacku wraz z filmem nakładem własnej wytwórni Krúnk.

## Lista utworów
1. "Jósef tekur fimmuna í vinnuna" – 3:04
2. "Hlemmur 1" – 1:38
3. "Fyrsta ferð" – 2:35
4. "Vetur" – 1:48
5. "Hvalir í útrýmingarhættu" – 3:00
6. "Hlemmur 2" – 0:43
7. "Þversögn" – 2:09
8. "1970" – 1:14
9. "Jósef tekur fimmuna í vinnuna 2" – 1:47
10. "Ég mun læknast!" – 1:54
11. "1993" – 1:12
12. "Hlemmur 3" – 1:19
13. "Síðasta ferð" – 2:38
14. "23:20 (Lokað)" – 1:42
15. "Byrgið" – 1:36
16. "Áfram Ísland" – 1:22
17. "Allt tekur sinn tíma!" – 2:46
18. "Hannes" – 2:39
19. "Óskabörn þjóðarinnar" – 4:45